# 沖縄土地住宅
沖縄土地住宅株式会社（おきなわとちじゅうたく）は、沖縄県那覇市に本社を置く不動産会社。

## 概要
沖縄海邦銀行、沖縄製糖の大株主であり代表取締役を共通としていたこともあるなど密接な関係をもつ。在日米軍嘉手納基地の土地を多く所有し、防衛省から支払われる地代が事業収入の多くを占める、いわゆる「軍用地主」である。
嘉手納弾薬庫地区の土地約115万坪（約380ヘクタール）を所有し、同弾薬庫地区内の私有地の3割近くを占める。嘉手納基地の土地所有は、沖縄製糖、戦前の台南製糖に由来している。
2006年に発表された法人申告所得では沖縄県全体7位の21億3,499万1,000円となっている。不動産業の他、県下有力企業に投資を行い、2000年10月には経営再建中であった國場組から地元で名門コースを運営する那覇カントリー（現：那覇ゴルフ倶楽部）を売却されることが明らかとなり、翌年80億円で取得するなど、県経済界において大きな影響力を持っている。

## 主な出資先等
- 沖縄海邦銀行 - 竹野一郎が筆頭株主、沖縄土地住宅が2位株主である（2015年3月31日現在）[4]。
- 沖縄製糖 - 沖縄土地住宅が1位株主、竹野一穂が2位株主、竹野穗波が3位株主、竹野一郎が4位株主である。沖縄土地住宅と竹野家だけで発行済株式の98.93%を保有する（2007年6月30日現在）。経営陣についても、竹野一郎が会長を務めるなど竹野家出身者による経営が行われている。
- 沖縄銀行 - 沖縄土地住宅が第4位の株主である（2015年3月31日現在）[5]。
- オリオンビール - 沖縄土地住宅が第4位の株主（2015年3月31日現在）[6]。
- 大同火災海上保険 - 沖縄海邦銀行が第7位の株主（2015年3月31日現在）[7]。

## 旧沖縄製糖株式会社小作人訴訟
現在の在日米軍嘉手納弾薬庫地域に第二次世界大戦前から居住し耕作をしていた住民202人が「旧沖縄製糖株式会社小作人組合」を結成し、「米軍に接収された小作地には賃借権が残っている」として、現在の土地所有者である沖縄土地住宅と沖縄市を相手取り、借地権の確認などを求めた訴訟を提起したが、1993年10月26日、福岡高等裁判所那覇支部は、「米国が賃借権を得、土地を占有使用したことで賃借権は消滅した」とした一審判決を支持し、組合側の控訴を棄却していた。
その後原告が上告し1997年10月28日、最高裁第三小法廷は「高等弁務官布令による接収で賃借権は米国が得て、消滅した」とし、不当利得の返還も退けた福岡高裁那覇支部の控訴審判決を支持し、上告を棄却した。

## 関係会社
- オキタクリアルティ（子会社）